# Stig Lommer
Stig Lommer, född 19 juni 1907 i Köpenhamn, död 28 juni 1976 i Danmark, var en dansk regissör, skådespelare, manusförfattare och teaterdirektör. Han var far till skådespelaren Steen Stig Lommer.

## Filmografi (urval)
- 1937 – Cocktail
- 1942 – Frk. Vildkat
- 1944 – Familien Gelinde
- 1947 – Stjerneskud

### Regi
- 1944 – Lev livet let
- 1949 – Det hændte i København
- 1950 – Op og ned langs kysten

### Manusförfattare
- 1949 – Det hændte i København
- 1966 – Hellere en tyv i huset end en kurre på tråden

## Teater

### Regi
| År   | Produktion              | Upphovsmän                    | Teater |
| ---- | ----------------------- | ----------------------------- | ------ |
| 1950 | Så går karusellen, revy | Arvid Müller och Børge Müller | Folkan |
| 1951 | Vi spelar igen, revy    | Arvid Müller och Børge Müller | Folkan |
| 1953 | Vår lilla värld, revy   | Arvid Müller och Børge Müller | Folkan |
| 1957 | Evergreens              |                               | Folkan |